# Pirazol
Pirazol (1,2-diazol) – organiczny, pięcioczłonowy aromatyczny heterocykliczny związek chemiczny o wzorze sumarycznym C3H4N2.
Pirazol i jego pochodne stosowane są do wytwarzania leków, barwników i pestycydów. Ma właściwości słabo zasadowe.
Izomerem pirazolu jest imidazol (1,3-diazol).